# روبرت شوستر
روبرت شوستر (بالألمانية: Robert Schuster)‏ هو مخرج ألماني، ولد في 3 فبراير 1970 في مايسن في ألمانيا.

## روابط خارجية
- روبرت شوستر على موقع مونزينجر (الألمانية)